# The True Story of Jesse James
The True Story of Jesse James é um filme estadunidense de faroeste, de 1957, dirigido por Nicholas Ray. O roteiro adapta o do filme anterior de 1939, Jesse James, que fora dirigido por Henry King. Ambos são livremente baseados na vida de Jesse James 

## Elenco
- Robert Wagner...Jesse James
- Jeffrey Hunter...Frank James
- Hope Lange...Zerelda "Zee" James, esposa de Jesse
- Agnes Moorehead...Zerelda Cole James, mão de James
- Alan Hale, Jr....Cole Younger
- John Carradine...Rev. Jethro Bailey
- Biff Elliot...Jim Younger
- Frank Gorshin...Charley Ford
- Carl Thayler...Robert Ford
- Adam Marshall...Dick Liddell
- Anthony Ray as Bob Younger
- Louis Zito as Clell Miller
- Clegg Hoyt...Tucker (não creditado)

## Sinopse
A história começa em 7 de setembro de 1876, quando a famigerada gangue James-Younger tenta roubar um banco em Northfield, Minnesota. A ação é desastrosa para os bandidos e a gangue é desmantelada, com muitos mortos e capturados durante o tiroteio nas ruas da cidade e a posterior fuga. Apenas os irmãos Jesse e Frank James conseguem escapar e cavalgam de volta ao lar, no Missouri. Durante esses eventos, tanto os irmãos como alguns parentes e amigos próximos da família recordam momentos importante das vidas deles (mostrados em flashback): a ida para a Guerra de Jesse depois que é torturado por simpatizantes nortistas, o casamento dele, o início da carreira de roubos e a queima da fazenda James por detetives particulares da Agência Pinkerton (que no filme usam o nome de Remington) - evento em que a mãe dos irmãos tivera amputado um braço. Na parte final a ação em Northfield é recontada em detalhes e Jesse, com o fim da quadrilha, tenta recomeçar mais uma vez a sua vida ao lado da esposa e dos filhos até que é morto à traição pelos irmãos Ford.

## Produção
Em 1955, após obter êxito com Rebel Without a Cause, o diretor Nicholas Ray foi contratado para dirigir essa produção baseada na vida adulta de Jesse James. O estúdio 20th Century Fox sugeriu um remake do filme de 1939, de Henry King
Especulou-se que James Dean deveria estrelar o filme no papel de Jesse, antes que falecesse num acidente de automóvel Para substituir Dean, o diretor Ray esperava contar com Elvis Presley, que acabara de completar seu primeiro filme, Love Me Tender  O filho de Ray chamado Tony aparece no elenco como Bob Younger, o que foi a primeira participação em uma produção dirigida pelo pai.
Hope Lange, contratada da 20th Century Fox, entrou para o elenco após ser indicada para o Óscar  pelo desempenho em Peyton Place. John Carradine apareceu também no filme de 1939. Ele foi Bob Ford anteriormente e nessa versão interpreta o Reverendo Jethro Bailey, amigo da família James.
Nicolas Ray filmou em CinemaScope, tecnologia recente naquela época. Algumas cenas gravadas para o filme de 1939 foram reutilizadas e reconfiguradas para o CinemaScope.

## Características
No filme Jesse James é caracterizado como um "Nicholas Ray herói"— que consiste num tipo recorrente nos filmes do diretor e que são baseados nele mesmo. Outro personagem similar é Jim Stark (James Dean) em Rebel Without a Cause.